# Provincia di Mandoul
La provincia di Mandoul è una delle province del Ciad. Il capoluogo è Koumra.

## Suddivisioni amministrative
La provincia è divisa nei seguenti dipartimenti:
| Dipartimento        | Capoluogo      | Comune                                   |
| ------------------- | -------------- | ---------------------------------------- |
| Barh Sara           | Moïssala       | Béboro, Békourou, Bouna, Dembo, Moïssala |
| Mandoul Occidentale | Bédjondo       | Bédjondo, Bébopen, Békamba               |
| Mandoul Orientale   | Koumra         | Bédaya, Bessada, Koumra                  |
| Goundi              | Goundi         | Goundi, Palloum, Morom, Dobo             |
| Taralnass           | Mouroumgoulaye | Mouroumgoulaye, Peni, Ngangara           |